# Sillvik
Sillvik is een plaats in de gemeente Göteborg in het landschap Bohuslän en de provincie Västra Götalands län in Zweden. De plaats heeft 67 inwoners (2005) en een oppervlakte van 12 hectare. De plaats ligt in het westen van het eiland Hisingen en grenst aan het Kattegat. De omgeving van Silvik bestaat uit op sommige plaatsen begroeide rotsen en de stad Göteborg ligt ongeveer vijf kilometer ten oosten van Sillvik.